# Gudmundur Eyjólfsson
Gudmundur Eyjólfsson (nórdico antiguo: Guðmundr Eyjólfsson ríki) (924-1025) fue un caudillo vikingo de Islandia y poderoso goði de los Möðruvellingar que gobernó Eyjafjörður en el norte de la isla, entre finales del siglo X y principios del siglo XI. Es el personaje principal de la saga Ljósvetninga, y también aparece en otras sagas islandesas. Hijo de Eyjólfur Valgerðsson, nieto de Auðunn rotinn Þórólfsson, uno de los primeros colonos de Islandia. La saga menciona que tenía centenares de granjeros bajo su tutela en Eyjafjörður y también en Þingeyjarsýsla, más un centenar de vacas que era algo asombroso en aquel tiempo. Jesse Byock cita que, según indicios, posiblemente mantuvo bajo su poder dos goðorð.
En la saga de Grettir y la saga de Njál se le menciona con el apodo de Gudmund el Poderoso y descendiente de Grímur Kamban, el primer vikingo en colonizar las Islas Feroe. Su influencia era tan amplia que era capaz de forzar a un goði a renunciar su goðorð y si no había más remedio incluso matarle. Muchas de las grandes familias islandesas descienden de Gudmundur, habitantes de Oddi, Hvammr, Fljót, el obispo Ketill Þorsteinsson, los Sturlungar entre otros también notables. Era íntimo amigo de Ásgrímur Elliða-Grímsson, otro de los grandes bóndis islandeses y ambos tuvieron un papel importante en la saga tras la muerte de Hoskuld Thrainsson.
En la saga de Valla-Ljóts Gudmundur se enfrenta a otro caudillo, Ljótr Ljótólfsson y se suceden los acontecimientos en una espiral de violencia habitual en la sociedad vikinga del siglo IX.
En Landnámabók se cita su matrimonio con una hija de Síðu-Hallur, otro poderoso terrateniente islandés. De esa unión nació una hija, Thora, que sería madre de Sæmundr fróði, cuyo hijo Thorstein sería a su vez padre de Ketill Þorsteinsson, obispo de Islandia entre 1122 y 1145. También aparece mencionado en la saga de Laxdœla,
 la saga de Vápnfirðinga y Þórarins þáttr ofsa.

## Herencia
Gudmundur tuvo al menos dos relaciones consumadas y de esas relaciones nacieron varios hijos:
- Þjóðgerður Koðransdóttir (n. 958), tuvo un hijo llamado Koðran (n. 980).

- Con Þórlaug Atladóttir (n. 931), hija de Atli Eilífsson, tuvo cinco hijos:

1. Þórdís (n. 984), que se casó con Sörli Helgason.
2. Jódís (n. 987), que se casó con Þorsteinn Skaftason (n. 985), un hijo de Skapti Þóroddsson.
3. Eyjólfur hjalti (990 - 1065), que se casó con Ingveldur tviburi Hallsdóttir (n. 1002), una hija de Síðu-Hallur.
4. Halldór (992 - 1014), murió en la batalla de Clontarf.[11]
5. Guðmundur (n. 994).